# فولون
فولون (به انگلیسی: Fulvene) با فرمول شیمیایی C6H6 یک ترکیب شیمیایی با شناسه پاب‌کم 12958 است. که جرم مولی آن ۷۸٫۱۱ گرم بر مول می‌باشد. 